# Pólútasvarf
Pólútasvarf o Polotaswarf (del nórdico antiguo: saqueo de palacio) era una costumbre y un derecho de los vikingos que servían en la guardia varega del Imperio Bizantino, que consistía en literalmente el asalto a las riquezas de palacio cada vez que un emperador bizantino fallecía y les aseguraba como propiedad todo lo que sus manos podían sostener. Era una forma para que mercenarios escandinavos se animasen a engrosar las filas de las tropas de élite de Constantinopla (Miklagard para los vikingos).
Las sagas nórdicas mencionan que Harald Hardrada participó al menos en tres ocasiones en un pólútasvarf, tras las muertes de Romano III, Miguel IV y Miguel V, y que era una costumbre para asegurar la lealtad hacia el nuevo emperador.